# Centre d'essais en vol de Brétigny-sur-Orge
Le centre d'essais en vol de Brétigny-sur-Orge est un centre d'essais de matériels aéronautiques militaires et civils situé à Brétigny-sur-Orge, en France, en activité de 1945 à 2001. Il relève alors de la direction générale de l'Armement.

## Histoire

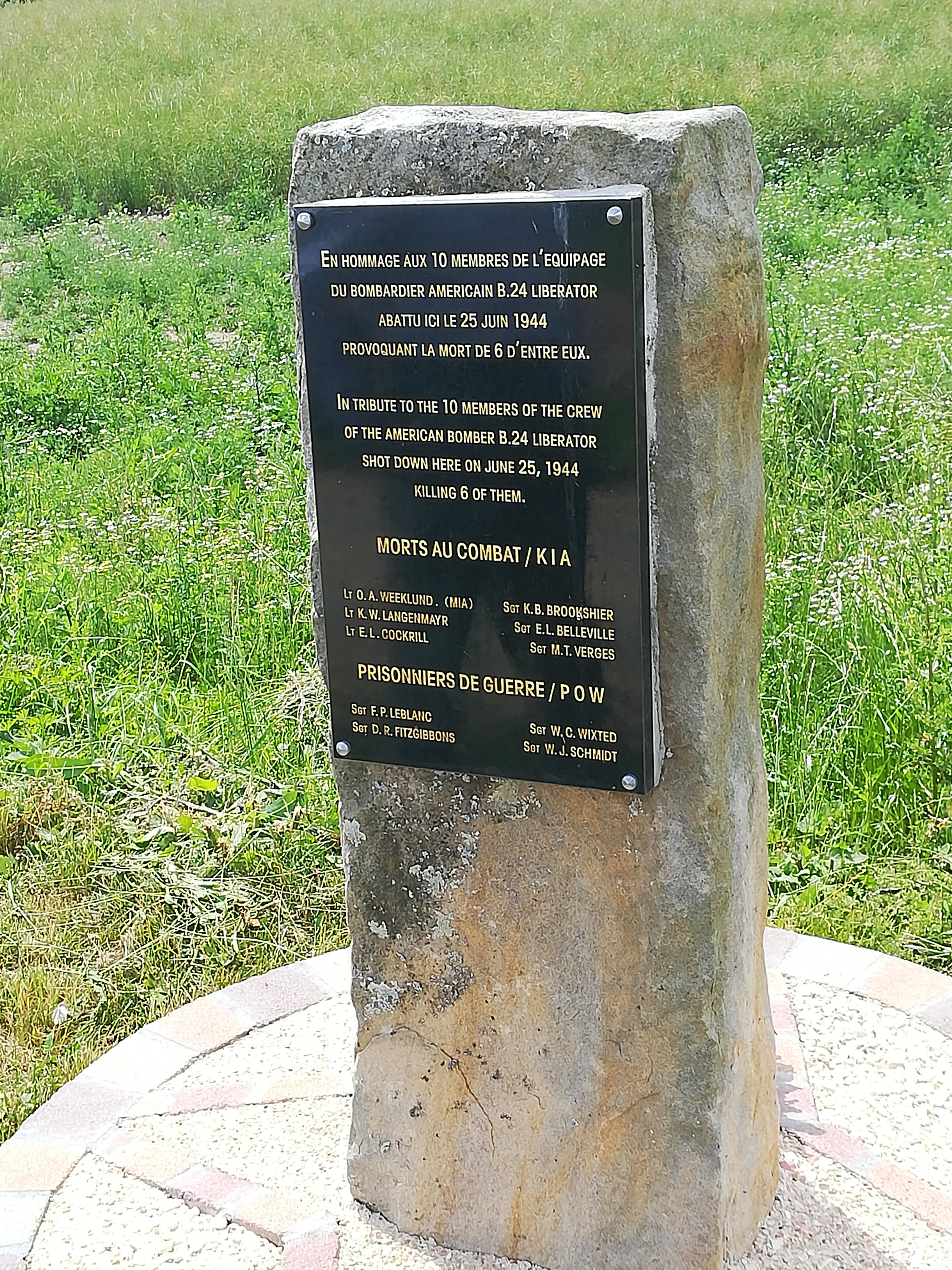
Stèle commémorative américaine.

Projeté en 1938 pour y regrouper les essais de prototypes des nouvelles sociétés aéronautiques de France, le terrain est utilisé de 1940 à 1944 par la Luftwaffe, l'armée de l'air allemande. À cette époque, des bombardiers opérant vers l'Angleterre y sont stationnés. Cette vocation fait alors de cette base aérienne une cible privilégiée des bombardiers alliés.
Le 25 juin 1944, une formation de Consolidated B-24 Liberator américains passe sur la base sous le feu de la Flak. Un B-24, atteint par un obus anti-aérien, tente un atterrissage forcé entre la Ferme des Noues (à Vert-le-Grand) et la piste. Six membres de l'équipage périssent dans l'écrasement de l'appareil, tandis que quatre survivent et sont faits prisonniers. L'évènement est commémoré par une stèle érigée sur place  en 2017 par une association américaine d'anciens combattants.
Le centre d'essais ouvre officiellement le 1er août 1945. Il dispose rapidement d'infrastructures innovantes pour l'époque : une piste de plus de 3 km de long, et de 100 mètres de large, avec une section inondable à la demande. Construite en 1949, cette piste est alors la plus longue d'Europe. Le centre d'essais en vol (CEV) dispose en même temps d'une implantation sur la base aérienne d'Istres, et à partir de 1949 d'une antenne sur la base de Cazaux pour tester les armements embarqués et leur largage, puis celui des missiles. Il a également des antennes en Algérie, à Hammaguir et à Colomb-Béchar (tirs de fusées). 
Le CEV intègre rapidement les aspects études et essais de prototypes d'avions militaires et de leurs équipements, les essais de parachutes et de parachutage, ceux des premiers sièges éjectables, les effets médico-physiologiques sur les pilotes, les équipements radio et de radionavigation, les radars embarqués, les armements, etc. On y réalise aussi les essais en vol des hélicoptères. En 1950, le CEV emploie 46 pilotes dont 21 spécialement brevetés pilotes d'essais, 22 pilotes « non spécialisés » et trois moniteurs de l'école de formation du personnel navigant d'essais et de réception (EPNER).
Lors de son ouverture, le pilote Paul Badré sur Messerschmitt Me 262 est le premier Français à piloter un avion à réaction en France.
Dans les années 1950, huit pilotes d'essai y perdent la vie.
De nombreuses premières ont lieu à Brétigny :
- premier test en France d'un  siège éjectable le 9 juin 1948, par le français Robert Cartier, sur un Gloster Meteor piloté par un pilote britannique[2] ;
- premier lâcher en France d'une femme sur avion à réaction : Jacqueline Auriol, sur Vampire en 1951. Elle passe le mur du son le 15 août 1953 sur Dassault Mystère II, et devient pilote d'essai au CEV ;
- passage du mur du son par un Dassault Mystère II piloté par Roger Carpentier le 12 novembre 1952[3] ;
- essais du Leduc 021 en août 1953 ;
- record du monde d'altitude en hélicoptère Alouette II à 11 000 m, par Jean Boulet ;
- observations astronomiques de Mars par Audouin Dollfus en ballon à gaz stratosphérique.

Fermeture
La piste est fermée depuis le redéploiement complet en 2001 des activités du CEV vers Cazaux (Gironde) et Istres (Bouches-du-Rhône). L'emprise a été alors rendue à l'Armée de l'air, ce qui a été suivi par l'extension de la base aérienne 217 Brétigny-sur-Orge (base fermée en juin 2012).

## Directeurs du CEV
- Le premier directeur est l'ingénieur en chef Maurice Cambois. Il fonde l'École du personnel navigant, ensuite devenue l'« École du personnel navigant d'essais et de réception » (EPNER) en 1946, avec François Hussenot et Charles Cabaret[4]. Le directeur-adjoint est le colonel Jean Accart (1912-1992) en mars 1948.
- 1948-1958 - ingénieur général Louis Bonte (1908-1971).
- 15 septembre 1958-octobre 1968 : ingénieur en chef Pommaret.
- octobre 1968-fin 1973 : ingénieur général Munnich.
- fin 1973-1er janvier 1978 : ingénieur général Guénod.
- 1er janvier 1978 : ingénieur général Colin[5].

## Pilotes d'essais
(liste non exhaustive)
- Jacqueline Auriol, première femme pilote française d'avions à réaction et pilote d'essais.
- Paul Badré, premier pilote français à piloter un avion à réaction.
- Jean Boulet, recordman du monde d'altitude en hélicoptère.
- Michel Chalard
- Claude Chautemps
- Jacques Collombet, le 12 avril 1950, pilote non spécialisé, pilote de la section armement, et adjoint du directeur de cette section, jusqu'en 1954, puis de nouveau quelques années plus tard, après être passé à l'état-major des Forces armées françaises.
- Claude Dellys, pilote d'essais, brevet no 104, premier vol le 13 mars 1947, mort en mission de convoyage le 21 février 1952.
- Denis Deshayes
- Max Fischl, pilote d'essais, brevet no 140, 1952.
- Audouin Dollfus
- Robert Galan
- Gilles Garreau (1943-2018), pilote et ingénieur d'essais sur hélicoptères.
- Roland Glavany, teste le premier Mirage et devient le premier à voler à Mach 2, en 1958.
- Jacques Grangette, juillet 1949.
- Armand Jacquet (1925-2008), pilote d'essais, 1957.
- Jean Lanvario (1918-1996), pilote d'essais.
- Yvan Littolff, 1953.
- Eugène Sixdenier, pilote de réception, 1951, indicatif Azur SIX.
- Constantin Rozanoff, † 1954.
- Christian Bove (1945-1986), pilote de chasse de formation.
- Charles Monier, du 12 juillet 1947 au 1er mars 1948.
- Roger Receveau
- Rémi Albagnac, décédé en vol en dehors de l'exercice de ses fonctions le 3 juillet 1998[6].